# Yerae-dong
Yerae-dong (koreanska: 예래동) är en stadsdel i staden Seogwipo i provinsen Jeju i den södra delen av Sydkorea, 500 km söder om huvudstaden Seoul. Yerae-dong ligger på södra delen av ön Jeju.